# お人形新発売
『お人形新発売』（おにんぎょうしんはつばい、英: The Tom and Jerry Cartoon Kit）はトムとジェリーの作品の一つ。1962年8月1日公開。演出はジーン・ダイッチ（Gene Deitch）。

## 作品内容
大人気のトムとジェリーは、ついにキャラクター商品の人形となって発売された。商品の箱を開けると、最初に目覚めたのはジェリーだった。西瓜を与えられたジェリーはその種をトムの顔に向かって口から発射し、それでトムも目覚める。怒ったトムはハンマーを振りかざし、ジェリーを脅す。ジェリーはひるんだ瞬間に背を叩かれ、思わず口中の種を飲み込んでしまった。しかし、身体を振るうとマラカスの如くシャカシャカと音がする。気を良くしたジェリーは踊り、自らの音で拍子を取って楽しんでいる隙に、トムはジェリーをつかまえて筒の中に入れてしまう。そして筒を振りながら踊ろうとするが、何故か急に音がしなくなる。怪しんで中を覗いたトムは、西瓜の種を顔にぶちまけられる。
カンカンに怒ったトムは西瓜を一気食いし、顔を機関銃の様に変形させてジェリーに種をぶちまける。これはたまらないと箱の中に逃げ込んだジェリーは、箱の中にあった柔道の本を熟読し、柔道着に着替えて再登場する。その姿を見て笑うトムだが、ジェリーに2度もコテンパンにやられてしまう。ボクシングで対抗するトムだが、またしてもジェリーに完敗。今度はナイフで襲い掛かるが、やはり負け。
トムは考えた末に「柔道には柔道だ」とばかりに柔道の塾に入門し、免許皆伝を得る。その暁に仇を討とうと、ジェリーに決闘を申し込む。しかし、柔道を習ったはずが、何故か空手での勝負になり、手始めにジェリーは手刀で板を割る。対抗するトムはレンガを割る。その次にジェリーはコンクリートの塊を割る。それに対抗したトムは、クレーンを使ってやっと動かせるような巨大な木の塊を割ろうとしたが、そのあまりの重さゆえに支えのレンガが折れ、木塊は床を突き破り、トムまで巻き込んでしまう。結局、気絶してヘロヘロになり、箱の中に戻されたトム。ジェリーは「THE END」と大書された箱の蓋を閉めて、一礼をするのだった。(日本語ナレーションでは、次回の人形セットには毒ガスが加えられるという。)

## 登場キャラクター
トム
スイカの種をジェリーにかけられたことに腹を立て、自らの口を機関砲にしてジェリーへスイカの種攻撃を仕掛ける。やがてジェリーに負けじと各種スポーツ教室でトレーニングに励むも・一枚上手のジェリーに防戦一方となり、最後は「身の丈に合わない（大きすぎる）空手」で床下へ抜け落ちていった木の塊に釣られる形で自滅。最後はボロボロの状態で箱にしまわれた。
ジェリー
スイカの種を寝ていたトムにかけたのがきっかけで追いかけっこを開始。トムに攻撃されてもひるまず反撃し、自身の得意技である「柔道」と「空手」で自分より大きな体のトムをことごとく打ち負かした末、トムを自滅に追い込んだ。

## 備考
オープニングとエンディングでは箱が何度も開閉する。その箱の表面にクレジットが流れる。
本作の「柔道」の描写は「空手」に近い。ゴングは中国のドラの音、お辞儀も中国風である。もっとも、1962年公開であるのを考えれば、日本を正しく理解しているアメリカ人がいたのか分からない時代だっただろう。
TBS版では、最終回として放送されることもあった。
この作品は第35回アカデミー賞最終候補まで残ったものの、受賞・ノミネートを逃している。